# Ésteres de borato
En química orgánica, los ésteres de borato son compuestos organoborónicos que se preparan convenientemente mediante la reacción de condensación estequiométrica del ácido bórico con alcoholes. Hay dos clases principales de ésteres de borato: ortoboratos, B(OR)3 y metaboratos, B3O3(OR)3. Los metaboratos contienen anillos de boroxina de 6 miembros.
{\displaystyle {\ce {B(OH)3 + 3 ROH -> B(OR)3 + 3 H2O}}}
{\displaystyle {\ce {3 B(OH)3 + 3 ROH -> B3O3(OR)3 + 6 H2O}}}
Normalmente se añade un agente deshidratante, como el ácido sulfúrico concentrado. Los ésteres de borato son volátiles y pueden purificarse por destilación. Este procedimiento se utiliza para el análisis de trazas de borato y para el análisis del boro en el acero. Como todos los compuestos de boro, los alquil boratos arden con una llama verde característica. Esta propiedad se utiliza para determinar la presencia de boro en análisis cualitativos.
Los ésteres de borato se forman espontáneamente cuando se tratan con dioles como azúcares y la reacción con manitol forma la base de un método analítico titrimétrico para el ácido bórico.

El trimetil borato es un éster de borato muy utilizado en síntesis orgánica.

Los ésteres de metaborato muestran una acidez de Lewis considerable y pueden iniciar reacciones de polimerización de epóxidos. La acidez de Lewis de los ésteres de ortoborato, determinada por el método de Gutmann-Beckett, es relativamente baja.
El borato de trimetilo, B(OCH3)3, se utiliza como precursor de ésteres borónicos para acoplamientos de Suzuki: Los ésteres de borato asimétricos se preparan a partir de la alquilación del borato de trimetilo:
{\displaystyle {\ce {ArMgBr + B(OCH3)3 -> MgBrOCH3 + ArB(OCH3)2}}}
{\displaystyle {\ce {ArB(OCH3)2 + 2H2O -> ArB(OH)2 + 2HOCH3}}}
Estos ésteres se hidrolizan a ácidos borónicos, que se utilizan en los acoplamientos de Suzuki.